# باشگاه فوتبال سی‌اف‌آر کلوژ
باشگاه فوتبال سی‌اف‌آر کلوژ (به رومانیایی: Fotbal Club CFR 1907 Cluj) یک باشگاه فوتبال در شهر کلوژ-نپوکا در رومانی می‌باشد که در لیگ دسته اول فوتبال رومانی بازی می‌کند. این تیم سابقه حضور در لیگ اروپا را دارد. لقب این باشگاه به علت تحت مالکیت بودن توسط راه آهن رومانی است.
این باشگاه در سال ۱۹۰۷ میلادی تأسیس شده‌است.

## نگارخانه

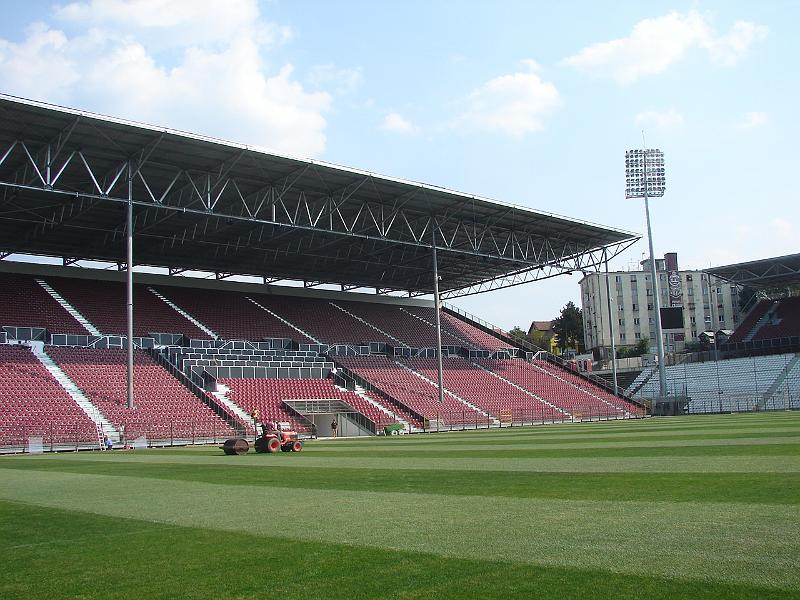